# 平田由季
平田 由季（ひらた ゆき、1979年3月6日 - ）は、日本の女性声優。三重県出身。ブックスロープ所属（ジュニア）。

## 略歴
声優を目指したきっかけは職業としての声優をあまり知らず、高校進学後、「運動部に入りたくない」という理由で文化部をうろついていたため、流れで友人と一緒に見学に行っていた演劇部に入部。
演劇部に入部後、初めて職業としての声優を知ったという。演劇をして、当時、背が高く、高校の演劇部は女子が多く、「男やれ」、「髪の毛切りなさい」と言われ、ショートカットにしたりするのが何回もあったという。本を読む、朗読、芝居するのは楽しかったが、髪の毛を切らなくてはいけないのが、コンプレックスで、見た目は関係なく、芝居は好きだったが、見た目で判断されるっていうのが嫌で、「声優とかいいな」と思っていたという。
父に言っていたところ、「あぁじゃあ東京に行くしかないね」のような感じで許しを得て、学校に通っていたという。
以前はアドヴァンスプロモーションに所属していた。
2007年11月、五十嵐浩子と「pink☆away」を結成。

## 人物
音域はメゾソプラノ - アルト。
特技は歌・猫の鳴きマネ・絵を描く。
資格は秘書検定3級。

## 出演作品

### テレビアニメ
2006年
- 蟲師
- 夢使い（事務のおばさん）

2009年
- 東京マグニチュード8.0

2012年
- 蒼い世界の中心で（ファーエ）

### 吹き替え
- 殺人を無罪にする方法（ナンダ・ハシム）
- シカゴ PD シーズン3
- スペースウォーカー（タチアナ）
- グッド・ネイバー	（エリーズ）
- グリーンスキン（ケイト）
- ザ・ナショナルトレジャー（ダイアナ）
- ゾンビーバー（ゾーイ）
- 孤独の暗殺者/スナイパー（エヴリーヌ）

### ゲーム
- エンジェルマスター（エルザ、ニュクス）
- 学都戦記レリックハート（サワティ、臼井京香、辰巳飛燕、小鳥遊悠里）
- グローランサー（店員）
- セカンドノベル 〜彼女の夏、15分の記憶〜
- ChuSingura46+1 -忠臣蔵46+1- V（奥田孫太夫[7]）
- 百女神ばすた～ず	（ミココ）
- マイ オーディション（マイコ、マイオ）
- 妖怪百姫たん!（青行燈）
- Lord of Dice（ヌート、ザントマン）

### ドラマCD
- P.B.LオリジナルドラマCD オレ達が勇者さま!?（篝神煉）

### 舞台
- ことだま屋本舗EXステージ『クロボーズ』（2016年11月27日、ねね 他）
- ことだま屋本舗EXステージvol.3「ことだま屋×Z」『ア―ガンの巨神』（2018年3月17日 - 18日、ミツ）
- ことだま屋本舗EXステージvol.5「ことだま屋×Z PART2」『レオナルド危機一髪』（2018年9月15日 - 16日、ハンナ）
- ことだま屋本舗EXステージvol.8（2019年6月23日）
  - 『レオナルド危機一髪』（ノキサル）
  - 『さんばか』（辰〈北斎の娘〉）

### その他
- 忙しい人のための幻想郷シリーズ（博麗霊夢）